# 余嵩慶
余嵩慶，字子澄，号芷苓，湖南省常德府武陵縣人，清朝政治人物。進士出身。

## 生平
光緒二年（1876年），參加丙子恩科會試，得貢士第228名。殿試登進士2甲第84名。同年五月（6月3日），著分六部學習。官河南偃师、商邱等县知县。

## 家族
长子余伯琳，清末舉人，曾任云南宣威州知州。四子余嘉錫，清末舉人，中央研究院院士。